# 佩勒和代尔
佩勒和代尔（法語：Pel-et-Der，法語發音：[pɛl e dɛʁ]）是法国奥布省的一个市镇，属于奥布河畔巴尔区。

## 地理
佩勒和代尔（48°24'3"N, 4°24'57"E）面积13.18 平方千米，位于法国大東部大區奥布省，该省份为法国中北部省份，北起马恩省，西接塞纳-马恩省，西南至约讷省，东南至科多尔省，东临上马恩省。
与佩勒和代尔接壤的市镇（或旧市镇、城区）包括：瓦勒多宗、奥布河畔布兰库尔、布雷沃讷、莱斯蒙、马托、奥布河畔莫兰、普雷西圣母村。

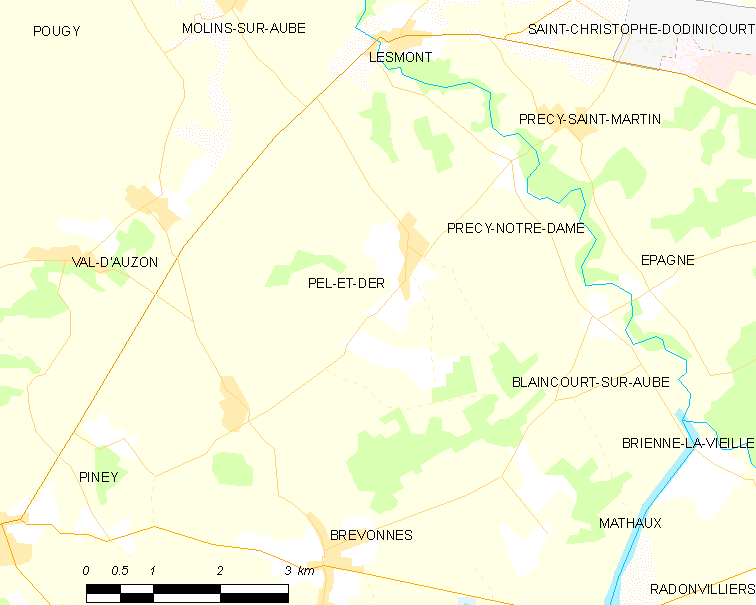
佩勒和代尔的OSM定位图

佩勒和代尔的时区为UTC+01:00、UTC+02:00（夏令时）。

## 行政
佩勒和代尔的邮政编码为10500，INSEE市镇编码为10283。

## 政治
佩勒和代尔所属的省级选区为布列讷堡县。

## 人口

1962-2008年间佩勒和代尔人口变化图示

佩勒和代尔于2022年1月1日时的人口数量为128人。